# سوزان كليمون
سوزان كليمون (بالفرنسية: Suzanne Clement)‏ (و. 1968 – م) هي ممثلة من كندا. ولدت في كندا. حصلت على جائزة أفضل ممثلة في مهرجان كان السينمائي لعام 2012 مناصفة مع المملثلة إيميلي ديكوين لدورها في فيلم Laurence Anyways. كما تم ترشيحها لأفضل ممثلة في جوائز الشاشة الكندية الأولى للأداء نفسه.

## وصلات خارجية
- سوزان كليمون على موقع IMDb (الإنجليزية)
- سوزان كليمون على موقع قاعدة بيانات الأفلام العربية
- سوزان كليمون على موقع ألو سيني (الفرنسية)
- سوزان كليمون على موقع أول موفي (الإنجليزية)
- سوزان كليمون على موقع قاعدة بيانات الأفلام السويدية (السويدية)
- سوزان كليمون على موقع قاعدة بيانات الفيلم (الإنجليزية)
- سوزان كليمون على موقع كينوبويسك (الروسية)